# Посёлок пансионата «Гизельдере»
Посёлок пансиона́та «Гизельдере» — населённый пункт в Туапсинском районе Краснодарского края России.
Входит в состав Шепсинского сельского поселения.
В посёлке расположена железнодорожная платформа Гизель-Дере Северо-Кавказской железной дороги.

## География
Посёлок пансионата отдыха «Гизель-Дере» (или посёлок Гизель-Дере) расположен на берегу Чёрного моря у впадения реки Дзеберкой. Курортное место.
В Гизель-Дере находится пансионат отдыха «Гизель-Дере»..

## История
Слово «Гизель-Дере» турецкого происхождения, где «гюзель» — красивое или прекрасное, «дере» — ущелье или лощина, т.е. «Гизель-Дере» — красивое ущелье.
Посёлок знаменит тем, что в конце XIX века здесь было построено имение барона Штейнгеля — одно из первых курортных имений на туапсинской земле.
На 1 июля 1955 года это был посёлок дома отдыха «Гизель-Дере» Вельяминовского сельского Совета, расположенный в 10 км от Туапсе (и в 5 км — по железной дороге). По ревизии от 1 января 1987 года в поселке Гизель-Дере Шепсинского сельского Совета значилось 145 семей численностью 437 человек. По данным ЦСУ на 1 января 1999 года в посёлке Гизель-Дере проживало 418 человек.

## Население
| 2002 | 2010 |
| ---- | ---- |
| 371  | ↘257 |

## Улицы
- ул. Заречная,
- ул. Сосновая,
- ул. Центральная,
- ул. Шоссейная.